# Akom (Oveng)
Pour les articles homonymes, voir Akom.
Akom est un village du Cameroun situé dans le département du Dja-et-Lobo et la région du Sud, à proximité de la frontière avec le Gabon, sur la route qui relie Oveng à Olounou. Il fait partie de la commune d'Oveng.

## Population
La plupart des habitants sont des Fang.
En 1963, Akom comptait 164 habitants. Lors du recensement de 2005, 379 personnes y ont été dénombrées.